# ジョン・ユージーン・オズボーン
ジョン・ユージーン・オズボーン（英語: John Eugene Osborne, 1858年6月19日 - 1943年4月24日）は、アメリカ合衆国の医師、農場主、銀行家、民主党の政治家。1893年から1895年まで第3代ワイオミング州知事を務めた。

## 生涯
1858年、オズボーンはニューヨーク州ウェストポートにおいて、ジョン・C・オズボーン (John C. Osborne) とメアリー・E・レイル (Mary E. Rail) の息子として誕生した。オズボーンは地元の公立学校で学び、ウェストポートの高校を卒業した。そしてオズボーンはバーモント大学で医学を学び、1880年に同大学を卒業した。オズボーンは大学卒業後間もなく、ユニオン・パシフィック鉄道に医師として就職した。オズボーンはワイオミング州ローリンズに移り住んだ。
1883年、オズボーンはワイオミング準州下院議員に選出された。オズボーンは1885年に準州下院議員を辞職し、ワイオミングを離れた。1888年、オズボーンはワイオミング準州に戻り、ワイオミングの州設立委員会で議長に就任した。また同年、ローリンズ市長に選出された。1880年代、オズボーンはオズボーンで開業医となり、同時に薬局も開業した。また農場も経営し、ワイオミング準州内においては個人として最大数の羊を所有した。オズボーンは地方の医師として、鉄道強盗犯ジョージ・パーロットの死刑に関与し、パーロットの検死を支援した。その後オズボーンはパーロットの皮をなめし、コロラド州デンバーの製革所に皮を送付してその皮で靴を製造させた。
1892年、オズボーンは選挙違反という未確認の批判が飛び交う中、ワイオミング州知事選挙において現職のエイモス・バーバーを破り、新知事に当選した。州知事選挙後も、オズボーンが上院議事堂の壁を這って窓から州知事室に入った等の、事実無根な情報が数多く発生した。オズボーンはワイオミング州において知事職を勝ち取った数少ない民主党員の1人であり、在任中は共和党員との激しい戦いの矢面に立たされた。オズボーンは1895年1月に任期を満了したが、再選は辞退した。その後オズボーンは1897年にワイオミング州第1選挙区から合衆国下院議員に選出され、第55連邦議会に参加した。オズボーンは1期を務めた後、再選を断った。
オズボーンは1913年から1916年まで、ウッドロウ・ウィルソン政権において国務次官補を務めた。その後オズボーンはローリンズ国立銀行で取締役会長を務めた。
1943年、オズボーンはワイオミング州ローリンズで死去した。オズボーンの遺体はケンタッキー州プリンストンのシーダーヒル墓地に埋葬された。